# シュターディオン・アム・ロッテル・クロイツ
シュタディオン・アム・ロッター・クロイツ（Stadion am Lotter Kreuz）は、ドイツ・ノルトライン＝ヴェストファーレン州ロッテにあるスタジアム。
シュポルトフロインデ・ロッテがホームスタジアムとして使用している。

## 歴史
1986年7月19日、サッカースタジアムに開場。
2003年、メインスタンドが段階的に拡張。
2006年、シュターディオン・アム・ロッテル・クロイツから「PGWアレーナ」を名称。
2007年、屋根付きの2階建ての観覧席が西のカーブに完成。
2008年、北ストレート（反対側のスタンド）が拡張、メインスタンドは2010/11シーズンにスタジアムの収容人数は7,474人に増加。
2010年5月27日、2009/10シーズンの終わりに、クラブは、当時の新しい名前のスポンサーであるSN Solartechnics GmbH & Co KGとともに、スタジアムを2010年7月1日から「ソーラーテクニクス・アレーナ」を名称。
2011/12シーズンから、スタジアムはテックレンブルクの広告代理店にちなんで名付けられた「connectM-アリーナ」と名付けられた。
2012/13シーズンの3. リーガ昇格戦では、RBライプツィヒとのセカンドレグで5,604人の観客動員を記録。
2013年2月、connectM-アリーナ破産を申請し、スタジアム名のシュターディオン・アム・ロッテル・クロイツを戻す。
2015/16シーズンの3. リーガに昇格し、スタジアムを10,000人以上に増加。
2016年7月、サッカーアレーナはスポンサー名「FRIMOシュターディオン」を名称。
2016年8月21日、DFBポカールのヴェルダー・ブレーメン戦では、新しいイーストスタンドが初めて使用し10,059人の観客を動員し、観客動員数新記録を樹立。
2018年8月18日、SVレーディングハウゼンはDFBポカールのSGディナモ・ドレスデン戦をFRIMOシュターディオンで行い、延長戦の末に3-2で勝利。
2019年、FRIMOグループとのスポンサー契約は終了し、再びシュターディオン・アム・ロッテル・クロイツ名称を戻す。
2020/21シーズン、残りの9つのホームゲームのためにシュターディオン・アム・ロッテル・クロイツを借りた。
2021/22シーズン、3. リーガのSCフェールは地元のスポーツクラブ・アレーナが3. リーガに適していなかったため、シュターディオン・アム・ロッテル・クロイツでホームゲームを行った。

## ギャラリー

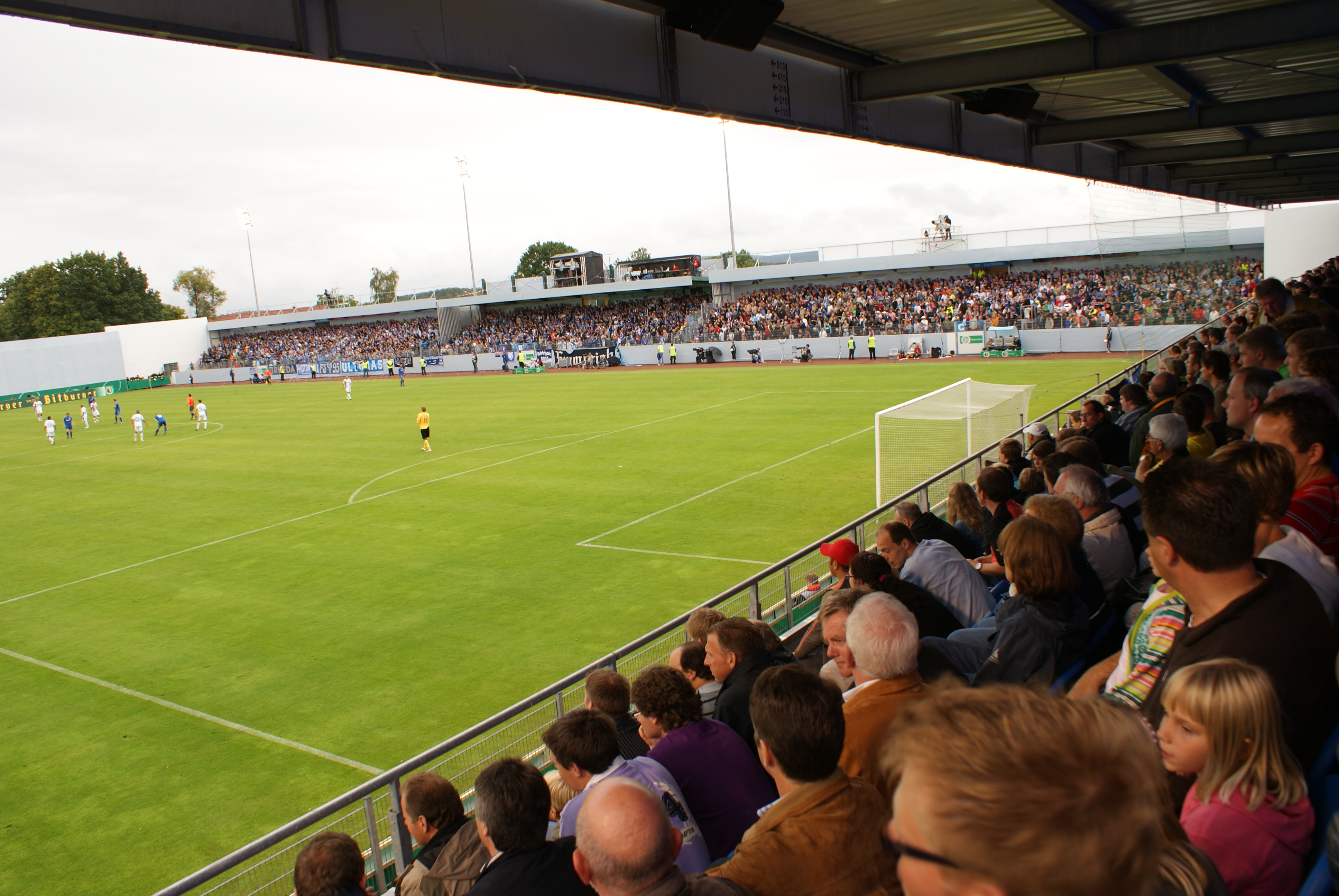
ピッチ
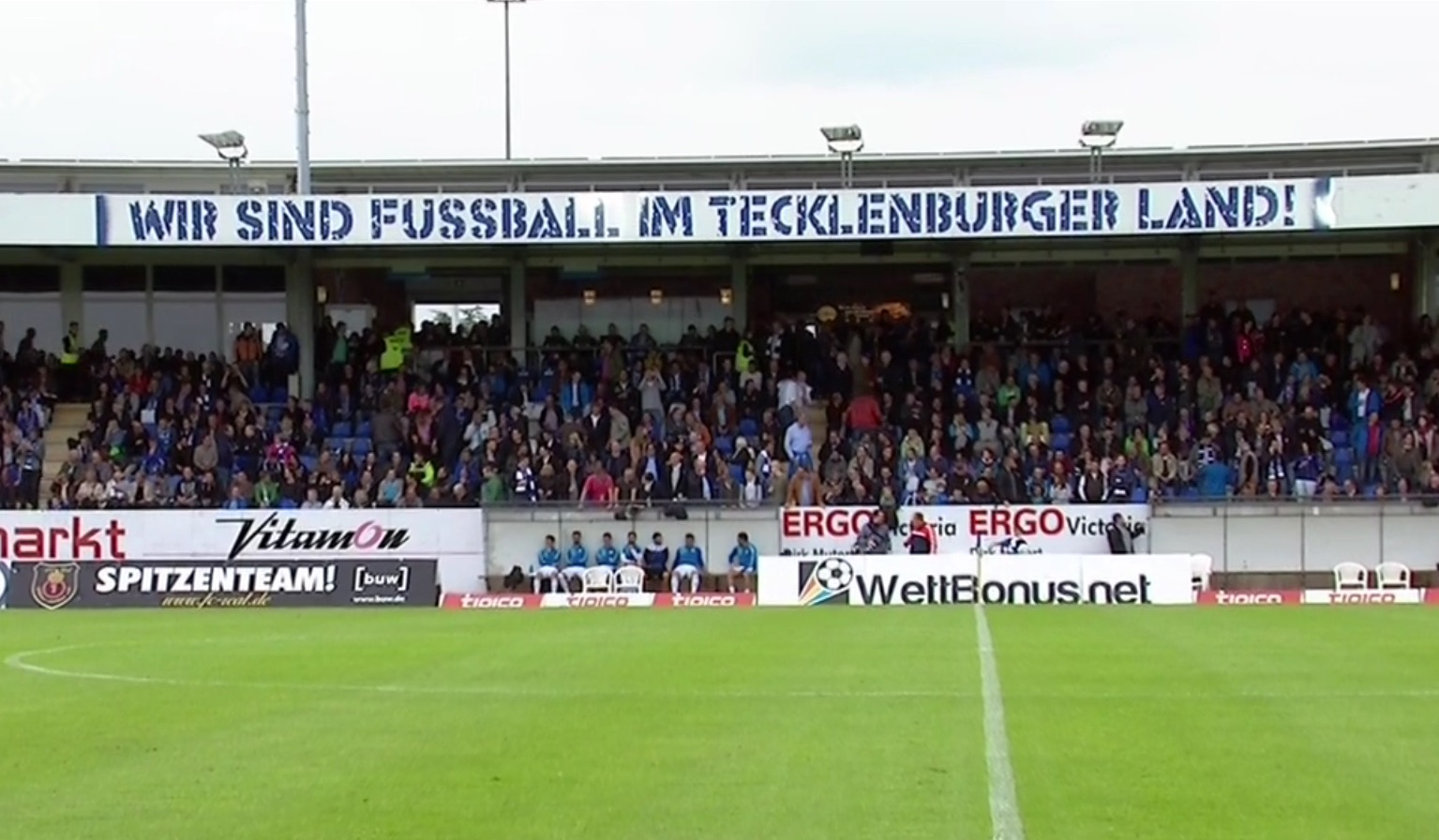
メインスタンド
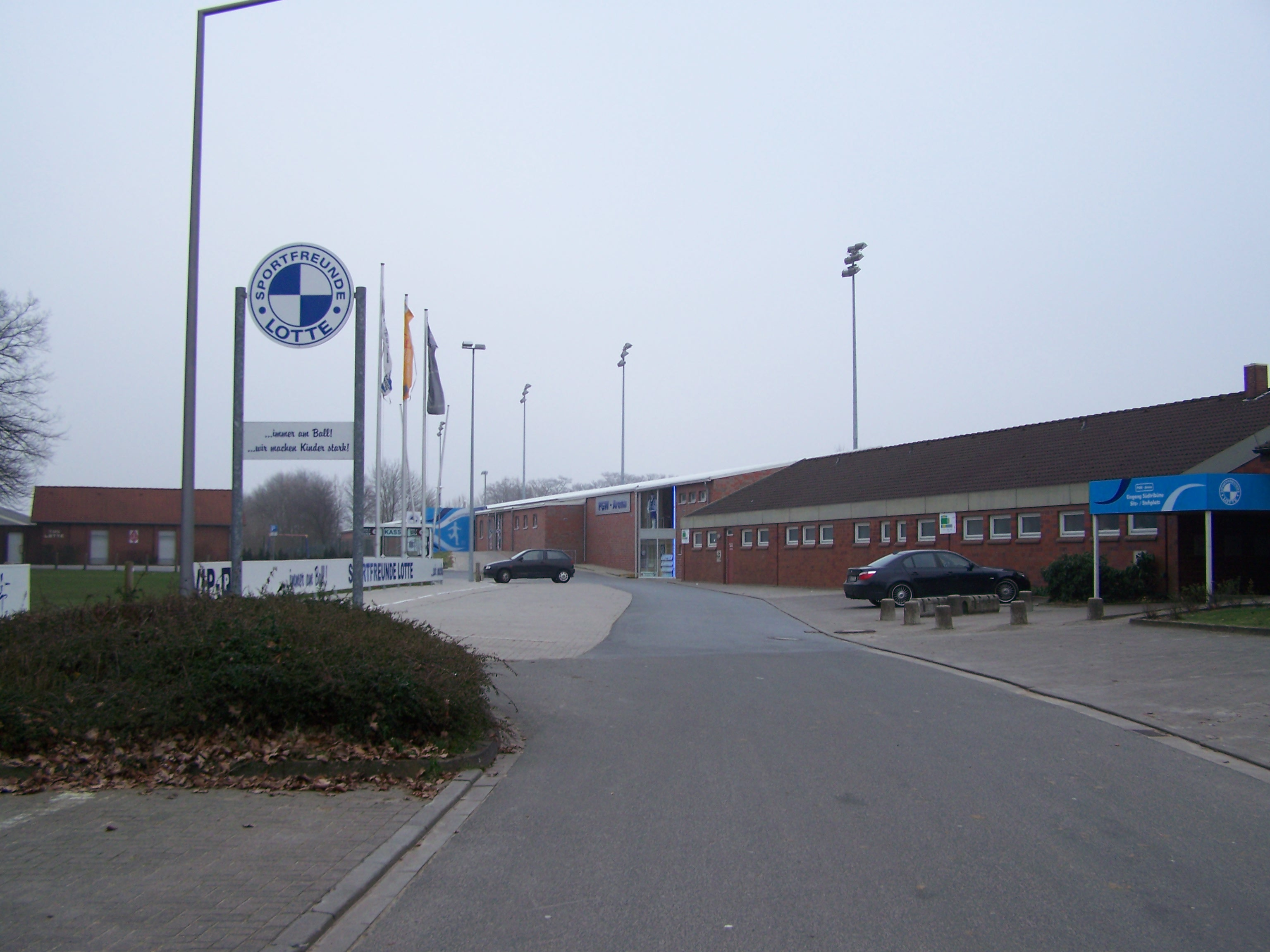
メインスタンドの外観